# Red Bull (drank)
Red Bull is een energiedrank die in 1987 geïntroduceerd werd door de Thaise ondernemer Chaleo Yoovidhya en de Oostenrijker Dietrich Mateschitz, voormalig werknemer van Unilever. Red Bull heeft het hoogste marktaandeel van alle energiedrank-producenten wereldwijd. De verkopen namen toe van 3,9 miljard blikjes in 2008 en 2009 naar 4,6 miljard in 2011, 5,4 miljard in 2012 en 6,3 miljard in 2017. In 2017 werkten zo'n 11.900 mensen in 171 landen voor Red Bull. De productie van de drank wordt uitbesteed aan toeleveranciers.

## Geschiedenis

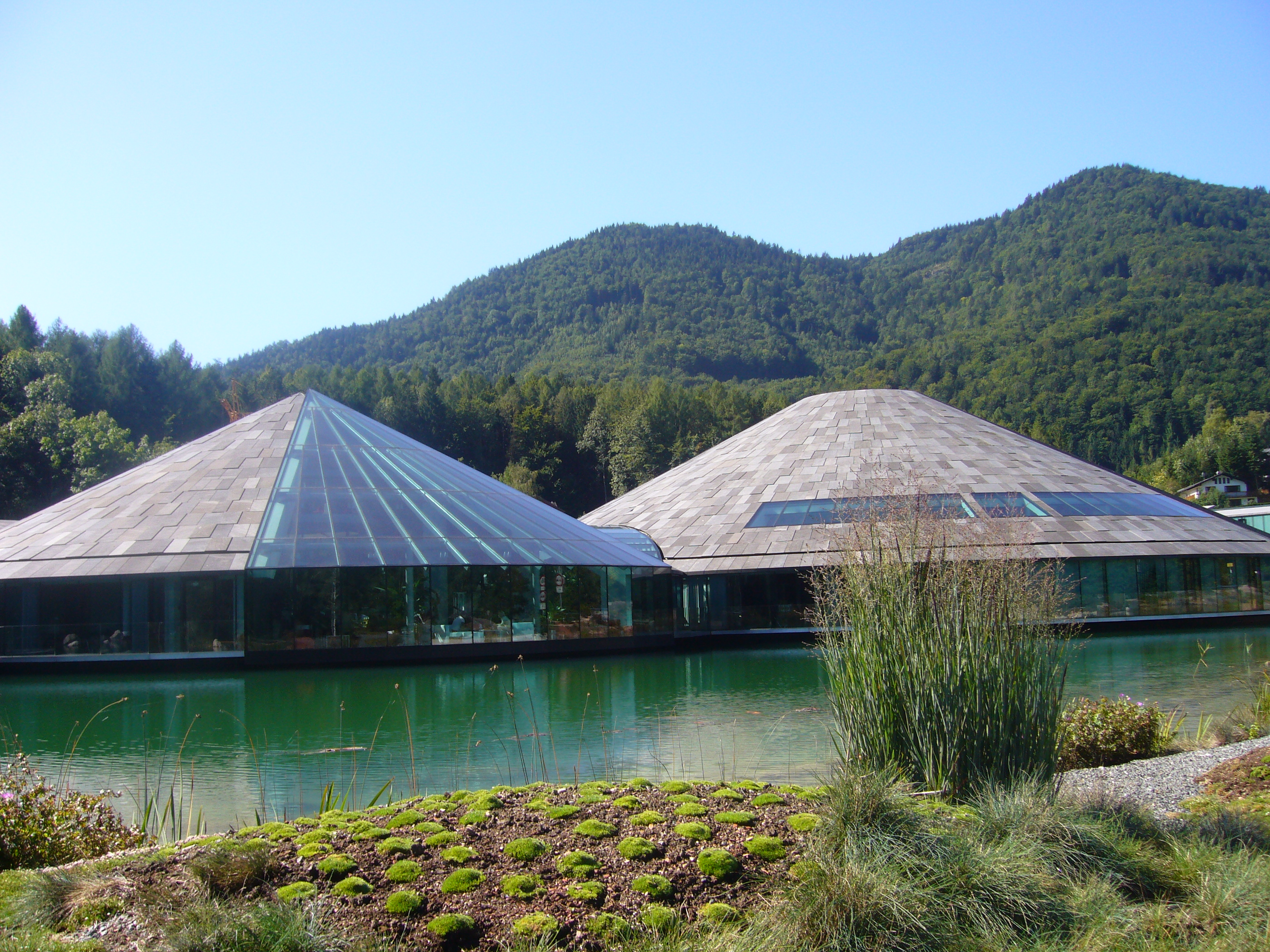
Hoofdkantoor in Fuschl am See, 2008

In 1976 introduceerde de Thaise ondernemer Chaleo Yoovidhya een energiedrankje genaamd 'Krating Daeng'. Het werd geconsumeerd door onder meer vrachtwagenchauffeurs en arbeiders. Toen de Oostenrijker Dietrich Mateschitz in 1982 voor zaken naar Thailand afreisde ontmoette hij Yoovidhya. Ze gingen samenwerken en richtten in 1984 Red Bull GmbH op. Beiden investeerden 500.000 dollar in het bedrijf. De basis ingrediënten van Krating Daeng werden gebruikt, maar de smaak werd aangepast naar westerse voorkeur. In 1987 werd Red Bull voor het eerst verkocht in Oostenrijk.
Red Bull werd gepresenteerd als een premium product, terwijl Krating Daeng werd verkocht als een goedkoper alternatief. In 1992 breidde het bedrijf uit naar Hongarije en Slovenië. Later kwamen daar Duitsland, Verenigd Koninkrijk (beide 1994), Verenigde Staten (1997) en het Midden-Oosten (2000) bij.
Het hoofdkantoor van Red Bull GmbH is gevestigd in het Oostenrijkse Fuschl am See, vlak bij Salzburg. De familie Yoovidhya bezit 51 procent van het bedrijf, terwijl Mateschitz de overige 49 procent bezit.

## Ingrediënten
Een blikje Red Bull van 250 ml bevat 27,5 gram suiker, 1000 mg taurine, 200 mg glucuronolacton, B-complex vitamines en 80 mg cafeïne. De hoeveelheid cafeïne staat ongeveer gelijk aan een grote kop koffie (100 mg / 220 ml) of twee à drie blikjes cola (33 mg / 330 ml). Red Bull bevat verder pantotheenzuur, dat ook bekendstaat als vitamine B5.
Er bestaan tal van geruchten over het merk zoals het gerucht dat een van de hoofdbestanddelen, taurine, uit de testikels van een stier gewonnen zou worden. Dit klopt niet: het aminozuur taurine wordt chemisch gesynthetiseerd uit etheen, ammoniak en natriumsulfiet.
Red Bull biedt varianten van de drank als 'editions' aan. Zo zijn er varianten met watermeloen, tropisch fruit, kiwi-appel of grapefruit smaak.

## Potentiële gezondheidsrisico's
Bij inname van een grotere hoeveelheid Red Bull heeft het drankje verschillende bijwerkingen en neveneffecten. Mogelijke symptomen zijn: trillende handen, zware ogen, slijmerige keel, gevoelige tanden en buikpijn. Personen kunnen ook angst, stress en hyperactiviteit vertonen na gebruik van hoge doseringen van de drank. De drank wordt dan ook vaak afgeraden voor mensen met ADHD. In combinatie met alcohol kan het tot zelfoverschatting leiden, wat op zich al een bijwerking van alcohol kan zijn, maar versterkt wordt door de oppeppende werking van Red Bull.

### Onderzoeken
In 2001 werd het drankje door de Zweedse overheid onderzocht nadat het gelinkt werd aan het overlijden van drie consumenten. Ook de stof glucuronolacton, een voorloper van taurine, is onderwerp geweest van verschillende gezondheidsonderzoeken. Uit Australisch onderzoek bleek dat al na één suikervrij blikje van 250 ml Red Bull de "kleverigheid" van de bloedplaatjes toenam, waardoor het risico van stolselvorming toeneemt.
De slogan Red Bull geeft je vleugels duidt op de vermeende stimulerende uitwerking. In een onderzoek (2009) onder studenten bleek echter dat Red Bull geen enkele invloed had op het concentratievermogen of de cognitieve prestaties. Ook op de sportprestaties heeft Red Bull volgens verschillende onderzoeken nauwelijks of geen invloed, hoewel één onderzoek wél een effect vond. Wel kan Red Bull bestuurders wakker houden tijdens lange autoritten. Dit effect is waarschijnlijk volledig toe te schrijven aan het effect van de cafeïne.

### Verbod
Vanwege gezondheidsrisico's is Red Bull verboden in Uruguay, en was het tot 2009 verboden in Noorwegen en Denemarken.
In Canada moet het drankje een waarschuwing op het label hebben:
Waarschuwing: Bevat cafeïne. Niet aanbevolen voor kinderen, zwangere vrouwen of vrouwen die borstvoeding geven, personen die overgevoelig zijn voor cafeïne. Ook is mengen met alcohol niet aan te bevelen. Drink niet meer dan 500 ml per dag.

## Marketing

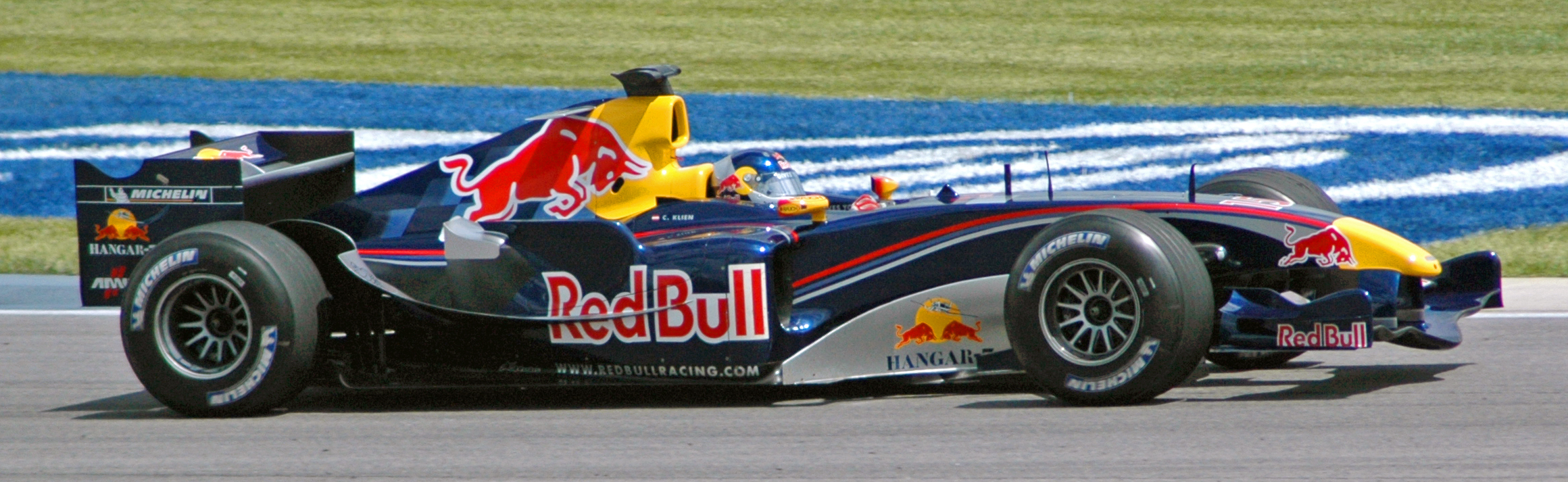
Red Bull Formule 1-wagen

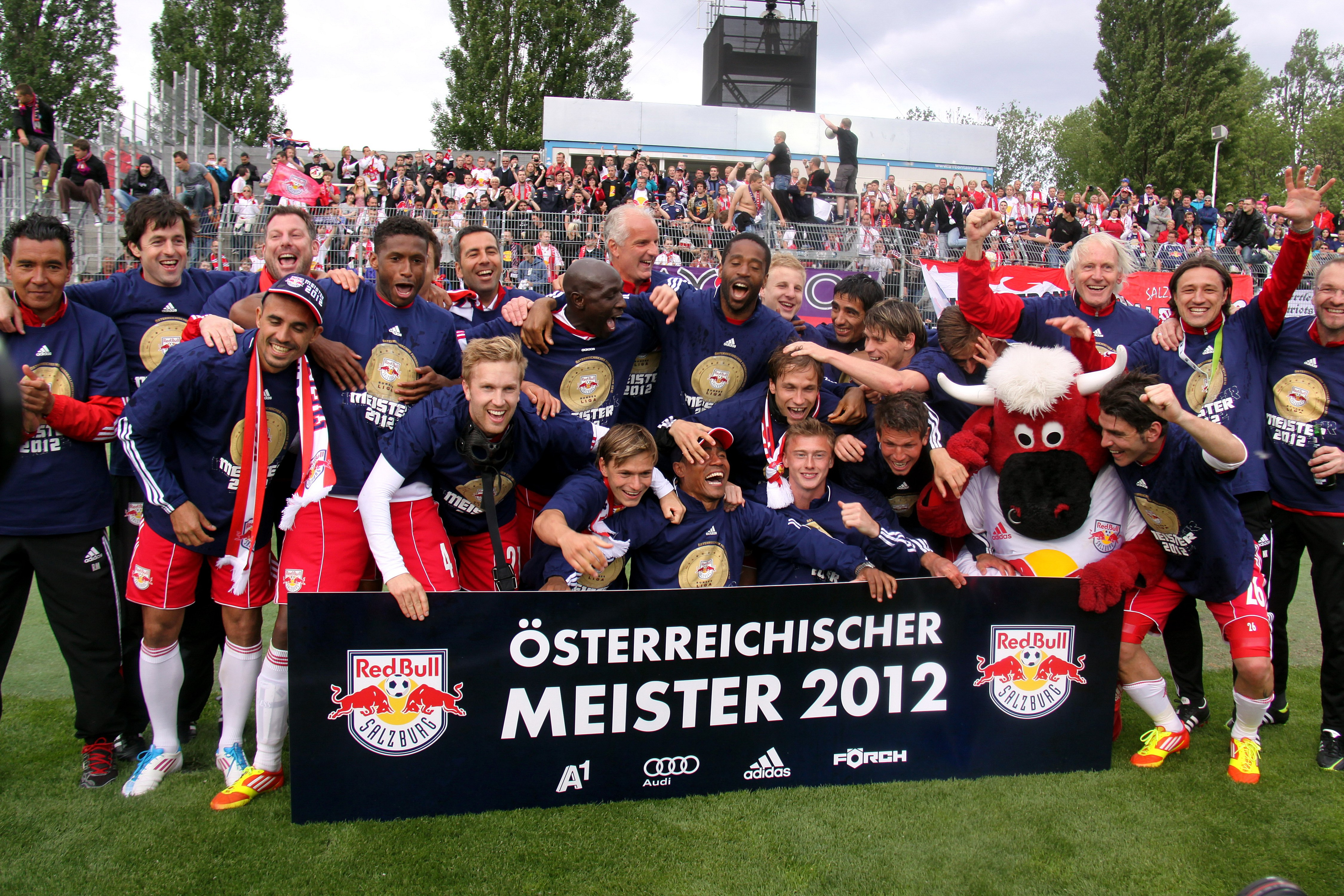
Red Bull Salzburg 2012

Sinds 1997 brengt Red Bull reclame-uitingen met de slogan Red Bull geeft je vleugels. Daarnaast nam de naamsbekendheid van het bedrijf toe door middel van sponsoractiviteiten van moederbedrijf Red Bull GmbH rondom sportevenementen en -teams.
De bekendste voorbeelden hiervan zijn de teams die onderdeel zijn van het Red Bull-concern, zoals de Formule 1-teams Red Bull Racing en Scuderia AlphaTauri, wielerploeg Red Bull-BORA-hansgrohe, de voetbalclubs RB Leipzig, Red Bull Salzburg, Red Bull Bragantino, New York Red Bulls en Leeds United, en ijshockeyteam EHC Red Bull München. Daarnaast heeft het bedrijf samenwerkingen (gehad) met individuele sporters, zoals Alexander Brouwer, Memphis Depay, Jeffrey Herlings, Robbert Kemperman, Rachel Klamer, Kjeld Nuis, Anne Veenendaal, Collin Veijer, Max Verstappen, Joep Wennemars en Tess Wester.
Red Bull sponsort ook stunt(activiteit)en ten behoeve van Red Bull-marketing. Voor zover bekend zijn er tot en met 2013 zes mannen omgekomen bij het uitvoeren van dergelijke stunts:
- Shane McConkey (skiën, 40 jaar)
- Ueli Gegenschatz (Base jump, 38 jaar)
- Caleb Moore (Sneeuwscooter, 26 jaar)
- Eigo Sato (Motor stunt, 34 jaar)
- Eli Thompson (Wingsuit, 36 jaar)
- Toriano Wilson (Motorrace, 14 jaar)[1]

## Zwerfafval

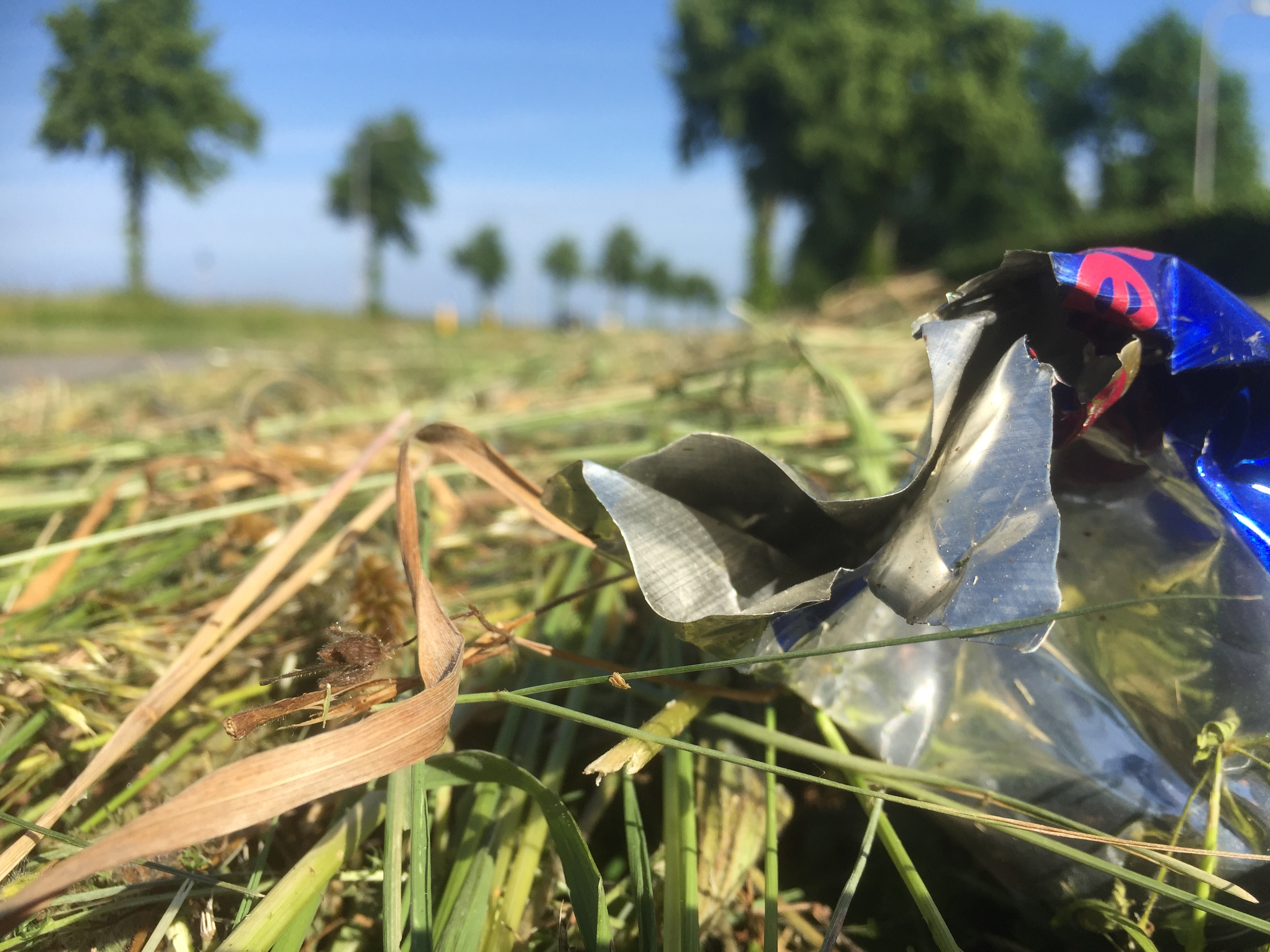
Red Bull blikje dat als zwerfafval in de berm lag is door een maaimachine doorgesneden

Red Bull blikjes worden vaak gevonden tijdens het opruimen van zwerfvuil.
Tijdens World Cleanup Day 2020 was het voor het tweede jaar op rij het meest gevonden merk in Nederland.